# The Lotus Eaters
The Lotus Eaters zijn een Britse newwaveband, opgericht in 1982 in Liverpool.
Hun debuutsingle The First Picture of You werd een hit in het Verenigd Koninkrijk en in continentaal Europa, met name Frankrijk, Italië, België en Spanje.

## Geschiedenis
In september 1982 ontmoetten Peter Coyle en Jeremy 'Jem' Kelly elkaar voor het eerst. Kelly was gitarist bij The Dance Party met Michael Head en was medeoprichter van The Wild Swans in 1980. Coyle was eerder bij de Jass Babies, die in 1981 een sessie voor de BBC Radio 1-show van John Peel had opgenomen. Na een uitnodiging om een Peel-sessie op te nemen, zijn er een aantal nieuwe nummers gemaakt. Toegevoegd op keyboards door Kelly's mede-ex-lid Ged Quinn van The Wild Swans, drummer Alan Wills en bassist Phil Lucking, werd de sessie opgenomen in oktober 1982 en omvatte The First Picture of You. Dit leidde ertoe dat de band werd gecontracteerd door Arista Records. Geproduceerd door Nigel Gray, werd The First Picture of You een iconisch nummer voor The Lotus Eaters in 1983, waarmee ze een Britse hitsingle kregen voordat de band zelfs een live optreden had gespeeld. De band nam een tweede sessie op voor Peel in oktober 1983. Het debuutstudio-album No Sense of Sin werd in 1984 uitgebracht bij Arista-dochter Sylvan Records, voorafgegaan door de twee singles You Don't Need Someone New en Out on Your Own. Beide nummers bereikten de top 100 van de Britse singlehitlijst, maar vanwege problemen met producenten en marketing werd de impact van The First Picture of You niet herhaald in het Verenigd Koninkrijk.
Nadat Quinn was vertrokken, rekruteerden Coyle en Kelly bassist Michael Dempsey (The Cure, The Associates), toetsenist Stephen Emmer (voorheen van Minny Pops en The Associates) en drummer Steve Crease. The Lotus Eaters gingen veel op tournee in het Verenigd Koninkrijk, Frankrijk en Italië, voordat ze in 1985 op pauze gingen, nadat ze afscheid hadden genomen van Arista Records. Hun laatste single It Hurts stond in dat jaar in de Italiaanse Top 5, maar de band was al uit elkaar en liet een promotievideo achter met beelden van Louise Brooks om hen te vertegenwoordigen.
Coyle nam op als soloartiest en bracht de albums A Slap in the Face for Public Taste en I'd Sacrifice Eight Orgasms with Shirley MacLaine Just to Be There uit en richtte vervolgens het dansgezelschap 8 Productions en de nachtclub G-Love op. Als songwriter/producent had hij succes met de single Sly One van Marina van Rooy uit 1990 en werkte hij samen met een groot aantal opkomende artiesten in het dance-circuit van Liverpool. Coyle streefde later academische belangen na aan de Universiteit van Edinburgh. Ondertussen hervormde Kelly The Wild Swans, door in 1988 het album Bringing Home the Ashes uit te brengen bij Sire Records. Hij schreef samen met Tom Hingley (ex-Inspiral Carpets) het album Soul Fire (uitgebracht in 2001), voordat hij vertrok om te studeren voor een doctoraat in het multimediatheater met geheugenthema aan de Universiteit van Reading. Sinds 1989 schrijft, organiseert en treedt Kelly op in een door muziek gedreven theater, waaronder in Phantoms of the Aperture Part 1: Ted (2015) en Phantoms of the Aperture Part 2: Pictures of Me (2016), die snijpunten van tijd, ruimte, geheugen en muziek onderzoeken. Het compilatiealbum First Picture of You met de muziek van The Lotus Eaters, werd in 1998 uitgebracht door Vinyl Japan/BBC Worldwide, bestaande uit sessies opgenomen op BBC Radio 1. No Sense of Sin werd datzelfde jaar opnieuw uitgegeven door Arista Japan.
In 2001 hervormden The Lotus Eaters, bestaande uit het duo met Coyle en Kelly, na bijna twee decennia door het opnemen en uitbrengen van het nieuwe album Silentspace bij het label Vinyl Japan. Op 13 maart 2009 kondigde de band een eenmalig concert aan, dat op 25 juli in de Liverpool Philharmonic Hall zou worden gehouden. Het optreden, een uitvoering van het album No Sense of Sin, bestond uit Coyle, Kelly en Emmer, vergezeld van een strijkkwartet van de University of Huddersfield.
In april 2009 werkten Coyle en Kelly samen met Emmer en kondigden aan dat ze met producent Steve Power aan materiaal werkten voor het nieuwe album A Plug-in Called Nostalgia. Het beperkt uitgebracht akoestisch album Differance werd het volgende jaar uitgegeven als een beperkte publicatie bij Sylvan. De Lotus Eaters speelden hun eerste show in Londen in 10 jaar in de Camden Barfly op 11 juni 2010, gevolgd door een reeks shows in het Verenigd Koninkrijk. De band toerde ook in oktober 2010 in Japan, met optredens in Tokio en Osaka. In 2015 kondigde de band op hun Facebook-pagina aan dat ze nog bezig waren om A Plug-in Called Nostalgia uit te brengen. In 2017 trad Coyle solo op in een show van één nacht in Manilla.

## Bezetting
Huidige bezetting
- Peter Coyle
- Jeremy 'Jem' Kelly
- Stephen Emmer

Voormalige leden
- Ged Quinn
- Alan Wills
- Phil Lucking
- Michael Dempsey
- Stephen Creese

## Discografie

### Studioalbums
- 1984: No Sense of Sin (Arista Records/Sylvan Records)
- 2002: Silentspace (Vinyl Japan)
- 2010: Differance (Sylvan Records)

### Singles
- 1983: The First Picture of You (Arista Records/Sylvan Records)
- 1983: You Don't Need Someone New (Arista Records/Sylvan Records)
- 1984: Set Me Apart (Arista Records/Sylvan Records)
- 1985: Out on Your Own (Arista Records/Sylvan Records)
- 1985: It Hurts (Arista Records/Sylvan Records)
- 2001: Stay Free (ep, Vinyl Japan)

### Compilatiealbums
- 1998: First Picture of You (Vinyl Japan/BBC Worldwide)